# قائمة البعثات الدبلوماسية في غواتيمالا
هذه قائمة البعثات الدبلوماسية في غواتيمالا. يوجد حاليا 37 سفارة في مدينة غواتيمالا.

## سفارات
غواتيمالا العاصمة
- ألمانيا
- المملكة المتحدة
- الولايات المتحدة
- الأرجنتين
- إسبانيا
- بيرو
- بليز
- البرازيل
- كندا
- تشيلي
- تايوان
- كولومبيا
- كوستاريكا
- كوبا
- جمهورية الدومينيكان
- الإكوادور
- مصر
- السلفادور
- فرنسا
- الكرسي الرسولي
- هندوراس
- الهند
- إسرائيل
- إيطاليا
- اليابان
- المكسيك
- المغرب
- نيكاراغوا
- بنما
- روسيا
- كوريا الجنوبية
- فرسان مالطة
- السويد
- سويسرا
- تركيا
- الأوروغواي
- فنزويلا

## قنصليات

### مدينة ايوتلا (قسم سان ماركوس)
- المكسيك

### مدينة كويتزالتنانغو
- المكسيك

## البعثات الأخرى
- النمسا (مكتب سفارة في مكسيك العاصمة)
- الاتحاد الأوروبي (وفد)

## بعثات دبلوماسية غير مقيم معتمدة لدي غواتيمالا
إذا لم يذكر اسم المدائن، مقيمها في مدينة المكسيك.
- الإمارات العربية المتحدة
- النمسا
- الأردن
- أستراليا[1]
- السعودية
- الجزائر
- أفغانستان (واشنطن العاصمة)
- البحرين (واشنطن العاصمة)
- بوليفيا
- بنغلاديش
- باكستان
- ساحل العاج
- جمهورية الصين الشعبية*
- جمهورية إفريقيا الوسطى (واشنطن العاصمة)
- تشاد (واشنطن العاصمة)
- قبرص
- الدنمارك
- دومينيكا (واشنطن العاصمة)
- إرتريا (مدينة نيويورك)
- إثيوبيا (هافانا)
- فنلندا
- غانا (مدينة نيويورك)
- غينيا (هافانا)
- غينيا بيساو (مدينة نيويورك)
- هايتي
- المجر
- إندونيسيا[2]
- أيرلندا
- إيران
- العراق
- آيسلندا (ريكيافيك)
- كوريا الشمالية
- كينيا (مدينة نيويورك)
- الكويت
- قرغيزستان (مدينة نيويورك)
- جزر القمر (مدينة نيويورك)
- لاوس (هافانا)
- ليبيا
- لبنان
- ليسوتو (مدينة نيويورك)
- مالي (هافانا)
- جزر المالديف (مدينة نيويورك)
- موريشيوس (مدينة نيويورك)
- ماليزيا
- جزر مارشال (مدينة نيويورك)
- موريتانيا (مدينة نيويورك)
- النرويج
- نيوزيلندا
- ناورو (مدينة نيويورك)
- نيجيريا
- عُمان (واشنطن العاصمة)
- البرتغال
- هولندا
- الفلبين
- فلسطين (ماناغوا)
- بولندا
- باراغواي
- سيراليون (مدينة نيويورك)
- سوريا (هافانا)
- السودان (واشنطن العاصمة)
- جنوب السودان (مدينة نيويورك)
- الصومال (مدينة نيويورك)
- إسواتيني (مدينة نيويورك)
- تايلاند
- تركمانستان (واشنطن العاصمة)
- توغو (واشنطن العاصمة)
- تونس (واشنطن العاصمة)
- تنزانيا (هافانا)
- طاجيكستان (واشنطن العاصمة)
- أوزبكستان
- أوغندا (واشنطن العاصمة)
- فانواتو (مدينة نيويورك)
- فيتنام
- اليمن (مدينة نيويورك)
- زامبيا (واشنطن العاصمة)
- زيمبابوي (واشنطن العاصمة)

ملحوظة:
(*) بما أن غواتيمالا لا تقيم علاقات دبلوماسية مع جمهورية الصين الشعبية ،تعمل السفارة الصينية في المكسيك العاصمة كممثل دبلوماسي غير رسمي لجمهورية الصين الشعبية في البلاد.